# Kolonihavernes Fællesrepræsentation
Kolonihavernes Fællesrepræsentation (KF) er en dansk interesseorganisation for kolonihaveejere.
Foreningens formål er at yde støtte til medlemmerne i blandt andet konflikter overfor offentlige myndigheder, skattespørgsmål, ejendomsvurderinger og andet.

## Ekstern henvisning
- KFs hjemmeside Arkiveret 9. juni 2008 hos  Wayback Machine